# Ejido de San Felipe Coamango
Ejido de San Felipe Coamango är en ort och ejido i Mexiko, tillhörande kommunen Chapa de Mota i delstaten Mexiko, i den centrala delen av landet. Orten hade 1 341 invånare vid folkräkningen 2010.